# Jubeat
jubeat (ユビート, Yubīto) est une série de jeux vidéo d'arcade musical développé par Konami Computer Entertainment Japan, et fait partie de la branche de jeux vidéo musicaux Bemani de Konami. Pour le gameplay, la série utilise une disposition de 16 boutons dans une grille 4x4, cette grille est également utilisée pour l'affichage des repères et d'une partie de l'interface utilisateur.
jubeat est sorti le 24 juillet 2008  au Japon et en décembre à Hong Kong et Macao (la Chine continentale n'a officiellement obtenu le jeu qu'au début de 2010). Deux tentatives de localisation du jeu pour le marché américain ont été faites depuis août 2008, dont UBeat, une variante de la première version, et Jukebeat en 2009, une variante basée sur Jubeat Ripples.
Un portage du jeu pour les appareils iOS, jubeat Plus, est sorti sur l'App Store japonais d'Apple en 2010. En 2011, le marché Américain a lui aussi pu profiter du jeu, rebaptisée Jukebeat pour l'occasion (comme le test de localisation de 2009). Le 1er avril 2021, Konami a annoncé une refonte majeure de jubeat Plus via le compte Twitter officiel de jubeat, en le rebaptisant jubeat. Le 7 mai 2021, il a été lancé en tant que successeur de Jukebeat et jubeat Plus sur Android et iOS.

## Gameplay
Le gameplay de la série est une déclinaison en jeu musical du jeu de la taupe. Des animations, appelées «marqueurs» (qui peuvent être choisies sur l'écran de sélection de chanson), sont affichées dans les boutons de la borne d'arcade de manière synchronisée avec la musique; Le joueur doit appuyer sur le bouton correspondant au bon moment pour marquer des points. Les taps peuvent être jugés comme parfaits, いい感じ (Bon), 早い (Rapide) ou 遅い (Lent). 3 difficultés (Basique, Avancé et Extrême) sont proposées pour chaque chanson. Comme pour les autres jeux Konami, une carte e-Amusement peut être utilisée pour enregistrer des statistiques et un classement des joueurs, elle peut également être utilisée pour accéder à des chansons à débloquer.

## Jeux de la série sur borne d'arcade
- jubeat (24 juillet 2008)
- jubeat ripples (5 août 2009)
- jubeat ripples APPEND (18 mars 2010)
- jubeat knit (29 juillet 2010)
- jubeat knit APPEND (23 mars 2011)
- jubeat copious (15 septembre 2011)
- jubeat copious APPEND (14 mars 2012)
- jubeat saucer (25 septembre 2012)
- jubeat saucer fulfill (3 mars 2014)
- jubeat prop (20 février 2015)
- jubeat Qubell (30 mars 2016)
- jubeat clan (26 juillet 2017)
- jubeat festo (5 septembre 2018)
- jubeat Ave. (3 août 2022)
- jubeat Beyond the Ave. (20 septembre 2023)

## Jeux de la série sur smartphone et tablette
- jubeat plus (version Japonaise - 8 novembre 2010 sur iOs & 14 novembre 2012 sur Android)
- jukebeat (version Nord Américaine - 2011)
- jubeat mobile (19 février 2010)
- jubeat mobile 2 (18 février 2011)
- jubeat (7 mai 2021)

## Jeu annulé
Le 5 février 2020, Konami a annoncé une nouvelle version du jeu sur Twitter qui devait être accompagné d'une mise à jour du meuble de la borne d'arcade. Cette version a été testée auprès du grand publique au cours de l'évènement "JAEPO 2020". Nous n'avons plus jamais revu cette version du jeu depuis.